# Dicono di me (Entics)
Dicono di me è un brano musicale di Entics, pubblicato come secondo singolo estratto dall'album Soundboy, primo album del rapper pubblicato per una major discografica. Il brano è stato reso disponibile per il download digitale e l'airplay radiofonico il 5 settembre 2011, contemporaneamente alla pubblicazione del video musicale sul canale YouTube del rapper.
Il singolo è stato presentato su iTunes come "singolo della settimana", quindi disponibile per il download gratuito per un breve periodo di tempo.

## Tracce
Download digitale
1. Dicono di me - 2:23